# Хусни Исмаили
Хусни Исмаили (на албански: Husni Ismaili; на македонска литературна норма: Хусни Исмаили) е лекар-ревматолог, професор от Северна Македония.

## Биография
Роден е през 1963 г. в Тетово. Завършва основно и средно образование в родния си град. През 1988 г. завършва Медицинския факултет на Скопския университет. Преподава в Средно медицинско училище в Тетово. Учи също в Университета в Тузла. Основател е на издателската къща „Логос А“. Известно време е доцент в Медицинския факултет на Тетовския университет. Професор в Държавния университет в Тетово. От 26 юни 2019 г. до 30 август 2020 г. е министър на културата.